# John McGuire (Politiker)

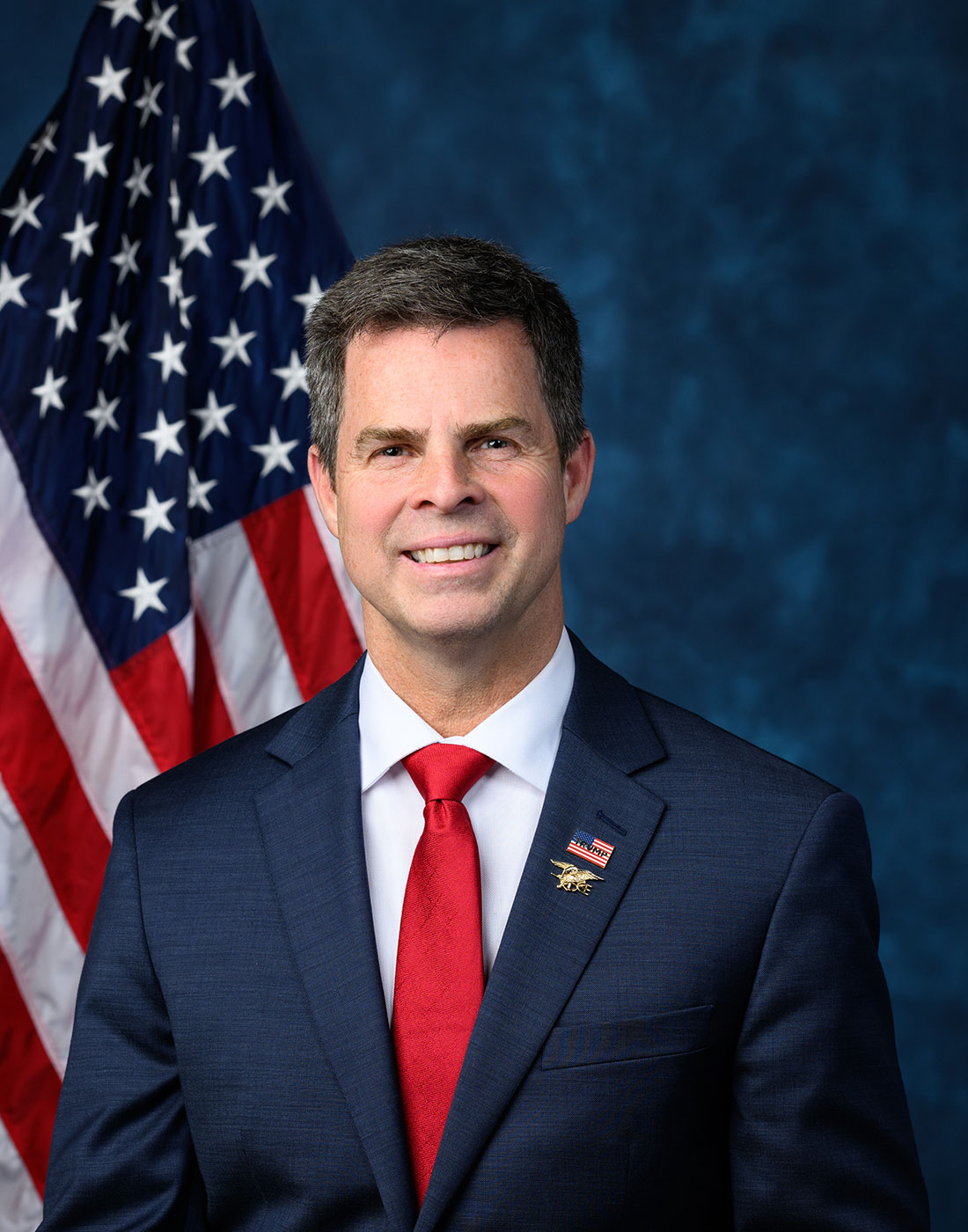
John McGuire (2025)

John Joseph McGuire III (* 24. August 1968 in Richmond, Virginia) ist ein US-amerikanischer Politiker. Der Republikaner McGuire war Abgeordneter im Abgeordnetenhaus von Virginia sowie Mitglied des Senats von Virginia und vertritt seit Januar 2025 den 5. Kongresswahlbezirk Virginias im Repräsentantenhaus der Vereinigten Staaten.

## Leben
John McGuire wuchs in Zentralvirginia auf. Er war Pflegekind in verschiedenen Pflegefamilien, bevor seine Großeltern ihn zu sich nehmen konnten. Nachdem er 1988 die High School beendet hatte, diente er zehn Jahre in den United States Navy SEALs. Danach eröffnete er das Fitnessstudio SEAL Team Physical Training.
Anfang 2021 nahm John McGuire an der Demonstration teil, die zum Angriff auf das Kapitol in Washington führte. Er behauptete, er habe erst nach seiner Rückkehr zu Hause erfahren, dass es zum Eindringen gekommen sei. Ein Bild des Tages zeigte ihn allerdings mit Personen in martialischer Aufmachung nahe einer Polizeiabsperrung.

## Politik
John McGuire bewarb sich in der Wahl 2017 im 56. Wahlkreis um einen Sitz im Abgeordnetenhaus von Virginia. Nachdem er die republikanische Vorwahl mit 30,94 % für sich entschieden hatte, gewann er die Hauptwahl am 13. Juni 2017 gegen die Demokratin Melissa Dart mit 59,56 %. In der Wahl 2019 verteidigte er seinen Sitz mit 61 %.
Bei der Kongresswahl 2020 bewarb er sich im 7. Kongresswahlbezirk Virginias, um die Demokratin Abigail Spanberger herauszufordern. Er trat als religiös-konservativer Kandidat an, der sich gegen die Legalisierung von Marihuana und gegen Schwangerschaftsabbruch einsetzte. In der wegen der COVID-19-Pandemie verlegten Parteiabstimmung im 7. Kongresswahlbezirk unterlag McGuire dem libertären Bewerber Nick Freitas und wurde damit nicht republikanischer Kandidat.
2021 verteidigte McGuire seinen Sitz im Abgeordnetenhaus von Virginia mit 61,6 %. Zwei Jahre später kandidierte er im 10. Senatswahlkreis für ein Mandat im Senat von Virginia. Die Parteiversammlung der Republikaner stimmte am 6. Mai 2023 für ihn als Kandidaten. In der Wahl selbst hatte er dann keinen Kontrahenten.
Kurz nach seiner Wahl zum Senator in Virginia und noch bevor er das Amt angetreten hatte, kündigte McGuire seine Kandidatur gegen seinen Parteifreund Bob Good in der Kongresswahl 2024 an. Good sei nicht ausreichend loyal zu Donald Trump gewesen, so McGuire. Außerdem habe der von Good unterstützte Sturz Kevin McCarthys der Partei geschadet. Trump und Marjorie Taylor Greene unterstützten McGuire. Good, der Vorsitzender des Freedom Caucus war, wurde von Steve Bannon und Matt Gaetz unterstützt. Die erste Auszählung nach der Vorwahl ergab, dass McGuire Good mit einem Vorsprung von 0,6 % geschlagen hatte. Eine von Bob Good beantragte Nachzählung kam zum Ergebnis, dass McGuire um 370 Stimmen unter etwa 63.000 abgegebenen Stimmen gewonnen hatte. 
Die Hauptwahl im 5. Kongresswahlbezirk im November 2024 gewann McGuire gegen die Demokratin Gloria Witt mit 57,5 %. Seine erste Legislaturperiode im Repräsentantenhaus des 119. Kongresses läuft noch bis zum 3. Januar 2027.